# Helle Sørensen
Helle Sørensen  (* 22. Mai 1963 in Ringsted) ist eine ehemalige dänische Radrennfahrerin, die auf Straße und Bahn aktiv war.
Zwischen 1981 und 1999 errang Helle Sørensen neun nationale Titel: Im Straßenrennen, im Einzelzeitfahren und in der Einerverfolgung. 1984 startete sie bei den Olympischen Spielen in Los Angeles und belegte im Straßenrennen Rang sieben.